# Michael Koglin
Michael Koglin (* 1955 in Büdelsdorf, Schleswig-Holstein) ist ein deutscher Journalist und Schriftsteller.

## Leben und Wirken
Während und nach Abschluss des Studiums (Politische Wissenschaften) ging Koglin verschiedenen Tätigkeiten nach. Er arbeitete als Schauermann im Hamburger Hafen, Container-Logistiker, Friedensforscher, Kaffeeröster, Privatsekretär, Bildungsreferent und Hilfsgärtner in einem niederländischen Zen-Kloster.
Als freier Journalist arbeitet er seit 1982 für verschiedene Medien (u. a. Mare, NDR, Brigitte, Stern, Die Zeit). Koglin ist Verfasser von Sachbüchern (Verführer durch die Hamburger Museen, Italien in Hamburg, Zu Fuß durch das Jüdische Hamburg u. a.), Theaterstücken für Kinder, Kinderbüchern sowie Drehbüchern fürs Fernsehen. Daneben entstanden zahlreiche Kurzgeschichten, die in etlichen Anthologien veröffentlicht wurden (u. a. in Reif für den Mörder). Schwerpunkt seines Schaffens bilden seine Arbeiten als Kriminalschriftsteller. So hat er in drei Bänden das Geheimnis um die verwaisten Stühle an Miss Sophies Tafel gelüftet (Dinner for One – Killer for Five, Dinner for One auf der Titanic, Dinner for One mit Al Capone) und mit der Figur des „Omen“ ist er der geistige Vater des ersten obdachlosen Ermittlers. Auf der Grundlage von Dinner for One – Killer for Five entstand auch ein Theaterstück, das mehrfach in der Schweiz und Deutschland (Genf, Solothurn, Frankfurt am Main, Weilheim u. a.) inszeniert wurde.
Im Jahr 2010 erschien mit Bluttaufe der erste Band einer Reihe von Psychothrillern um die „Sonderkommission-Serienmord“ mit dem Kommissar Peer Mangold und der Profilerin Kaja Winterstein. Es folgte im Frühjahr 2011 Blutengel. 
Koglin ist Mitglied des Syndikats, der Vereinigung deutscher Kriminalschriftsteller. Er lebt in Hamburg.

## Preise und Auszeichnungen
Koglin wurde mit zahlreichen Preisen ausgezeichnet:
- Hamburger Kurzgeschichtenpreis (1988)
- Literaturförderpreis der Hansestadt Hamburg (1989 und 1997)
- Kunstpreis des Landkreises Ludwigshafen für Kinder- und Jugendtheater (1992)
- Drehbuchwettbewerb d. Hamburger Kulturbehörde (1992)
- Erich-Kästner-Fernsehpreis als Mitautor für Max und Moritz (1999)
- Literaturpreis der Deutschen Landwirtschaft (2007)
- nominiert für den Agatha-Christie-Krimipreis 2003 und 2009